# テシル
テシル（Tehsil、テシール、テーシルとも）は、インドとパキスタンで使われる地方行政の単位。いくつかの市や町で構成され、日本での郡にあたる。